# Rodolphe Töpffer
Rodolphe Töpffer (aussi écrit Toepffer), né à Genève le 12 pluviôse an VII (31 janvier 1799) à dix heures après midi et mort dans cette même ville le 8 juin 1846, est un pédagogue, écrivain, homme politique et auteur de bande dessinée suisse, considéré comme le créateur et le premier théoricien de cet art.

## Biographie

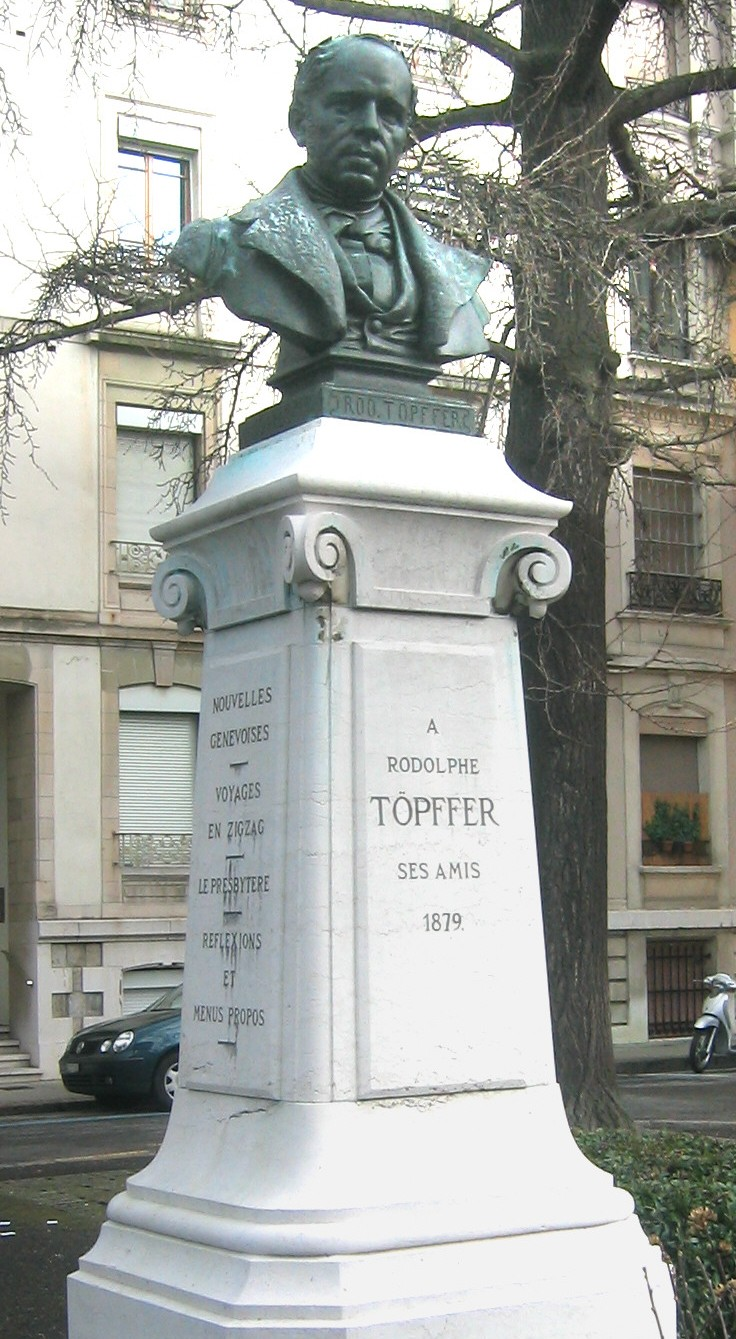
Rodolphe Töpffer, statue à Genève.

Rodolphe Töpffer naît dans la maison familiale dite de la « bourse française » près de la cathédrale Saint-Pierre de Genève. Il est le fils de l'artiste peintre et caricaturiste réputé Wolfgang Adam Toepffer, qui lui communique le goût de la satire et de l'observation. Il voyage en Savoie, à Annecy, après la Restauration. Trouvant la ville à demi en ruines, il regrette qu'elle ne fût pas encore reconstruite, étant certain qu'elle fournirait de « très agréables séjours aux étrangers », au vu de ses atouts.
En 1816, Adam Toepffer suit en Angleterre un riche admirateur de ses œuvres et confie la responsabilité de la famille à Rodolphe. C'est à ce moment que celui-ci découvre son affection oculaire. Il se rend alors à Paris plusieurs mois à partir d'octobre 1819 pour y suivre un nouveau traitement, il y continue ses études littéraires et y fréquente les milieux artistiques. Il rend aussi souvent visite à la famille Dubochet (son cousin Jacques-Julien sera son éditeur parisien). En août 1820, de retour à Genève, il décide de se consacrer à la littérature faute de pouvoir suivre la même carrière artistique que son père. Il devient sous-maître de latin, de grec et de littérature ancienne dans la pension du pasteur Heyer.
Il épouse le 6 novembre 1823 une amie de sa sœur Ninette, Anne-Françoise Moulinié (1801-1857), surnommée Kity. Quatre enfants naissent de ce mariage : Adèle-Françoise (1827-1910), dernière descendante directe, qui lèguera à la ville de Genève l'ensemble des manuscrits de son père ; François (1830-1870) ; Jean-Charles (1832-1905) et Françoise-Esther (1839-1909).

La forte dot de sa femme lui permet d'ouvrir à Genève, dans la maison de la place Maurice sur la promenade Saint-Antoine, un pensionnat de jeunes garçons en majorité étrangers, auquel il se consacre jusqu'à sa mort en 1846. 

« Nos pensionnats ne sont pas des lycées ; on y vit en famille. J'ai composé pour le divertissement de mes élèves une douzaine de comédies. J'ai écrit pour le même objet la relation illustrée et annuelle de chacune des excursions que j'ai faites avec eux dans nos cantons, aux Alpes et sur le revers italien des Alpes. C'est aussi à leur grand plaisir que, durant les soirées d'hiver, j'ai composé et dessiné sous leurs yeux ces histoires folles, mêlées d'un grain de sérieux, qui étaient destinées à un succès que j'étais bien loin de prévoir. »

— écrit-il à Sainte-Beuve.
Durant les années 1830 et 1840, il écrit différents ouvrages et acquiert une certaine réputation dans le milieu intellectuel genevois ; il partage son temps entre ses élèves et les cénacles littéraires de la ville. À partir de 1832, il donne des cours de « Rhétorique et de Belles Lettres » à l'Académie de Genève. Éloigné de l'effervescence littéraire parisienne, Töpffer n'a de reconnaissance que tardive. Sainte-Beuve lui consacre un de ses Portraits dans la Revue des Deux Mondes du 15 mars 1841.
En 1834, Töpffer devient membre conservateur du parlement du canton de Genève et, en 1842, il est polémiste et écrit dans un journal ultra-conservateur où il s'oppose aux volontés de réformes libérales de James Fazy.
À partir de 1843, sa santé se dégrade de plus en plus et il est contraint de renoncer à l'enseignement en mars 1845. Il s'installe à Cronay dans la maison familiale de sa femme reçue en héritage. Ses médecins l'envoient en cure aux bains de Lavey et ensuite à Vichy après la découverte d'une grave maladie hépatique, peut être une hypertrophie de la rate. Il décède à l’âge de 47 ans, à Genève dans sa maison de la cour Saint-Pierre en 1846.

## Pédagogue

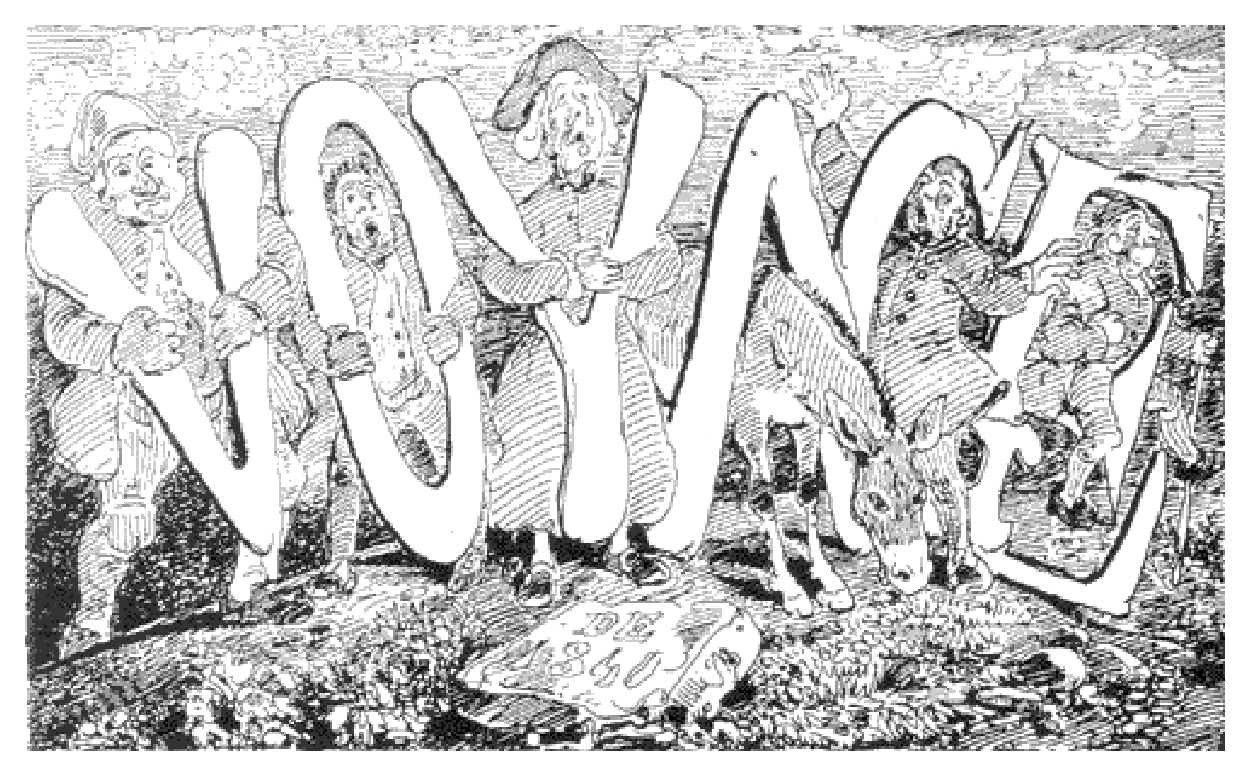
Page de titre du Voyage de 1840 autographiée par Töpffer.

Depuis le temps de la pension Heyer, Töpffer a pris l'habitude d'organiser des excursions. Bientôt dans sa propre institution, il emmène ses pensionnaires en « course d'école » une ou deux fois l'an.
Ce sont de plus grands voyages d'études, souvent à pied, avec sa femme Kity qui « voyage pour le soulagement des blessés, et l'agrément de ceux qui se portent bien. Elle porte un voile vert, et une petite pharmacie dans son sac ». Au retour, il écrit et illustre le récit de ses excursions, d'abord manuscrit et à partir de 1832, sous la forme d'album autographié.
Ses récits de voyages seront au moins aussi importants que le reste de son œuvre littéraire. Repris et remaniés par Töpffer, ils constituent la matière de deux nouveaux volumes de récits de voyage : les Voyages en zigzag parus à Paris en 1844, et les Nouveaux voyages en zig-zag publiés en 1854 après sa mort. Goethe admire ces textes de Töppfer au même titre que sa « littérature en estampes ».
Par ailleurs, au sein de son établissement, il confie à son père l'enseignement du dessin.

## Écrivain
Töpffer est influencé par Molière, Racine, Virgile, Tacite et surtout, par les idées de Jean-Jacques Rousseau. En 1824, sa première œuvre est une édition scolaire de textes en grec ancien, Harangues politiques de Démosthène et en 1826, il publie anonymement sa première critique d'art sur une exposition du musée Rath de Genève. 
En 1841, la réputation littéraire de Töpffer est établie par la parution des Nouvelles genevoises chez Charpentier éditeur à Paris. Xavier de Maistre en fait l'éloge :

« Ne pouvant vous offrir des ouvrages que je n'ai pas eu la possibilité de faire, je vous recommande ceux-ci, que je voudrais avoir faits. Je ne connais pas l'auteur, M. Topffer, de Genève, autrement que par le plaisir que m'a donné leur lecture, et je suis sûr que vous le partagerez, ainsi que vos lecteurs, si vous les publiez. Vous pouvez surtout les recommander aux lecteurs qui, se trouvant encore sous l'impression de quelques-uns des drames terribles du moment, voudraient se reposer agréablement au moyen d'une lecture qui les fera presque à la fois sourire et verser de douces larmes. »

La consécration vient avec l'étude critique que Sainte-Beuve fait paraître sur Töpffer dans la Revue des Deux Mondes,.
Ces « littératures en estampes » (que Töpffer appelle « histoires en estampes ») créées de 1827 à sa mort sont au nombre de sept plus une posthume et quatre non-publiées. Elles rencontrent dès l'époque un grand succès. En 1842, il fait paraître une notice sur les essais d'autographie, technique qu'il préfère à la lithographie pour réaliser ses ouvrages de bandes dessinées. En 1845, s'intéressant dans son Essai de physiognomonie (voir physiognomonie) à l'originalité de ce qu'il appelle la « littérature en estampes », il écrit le premier ouvrage théorique sur la bande dessinée.
Parallèlement à ses créations littéraires, Töpffer écrit sa première pièce L'Artiste et la fait jouer par Kity et une troupe de ses pensionnaires le 12 février 1829. Il en écrit plusieurs autres qui sont jouées pour l'édification de ses élèves. Jamais Töpffer n'accepta de laisser publier ses pièces de son vivant et il en aurait été de même de ses « littératures en estampes » sans les encouragements de Goethe.

## Homme politique

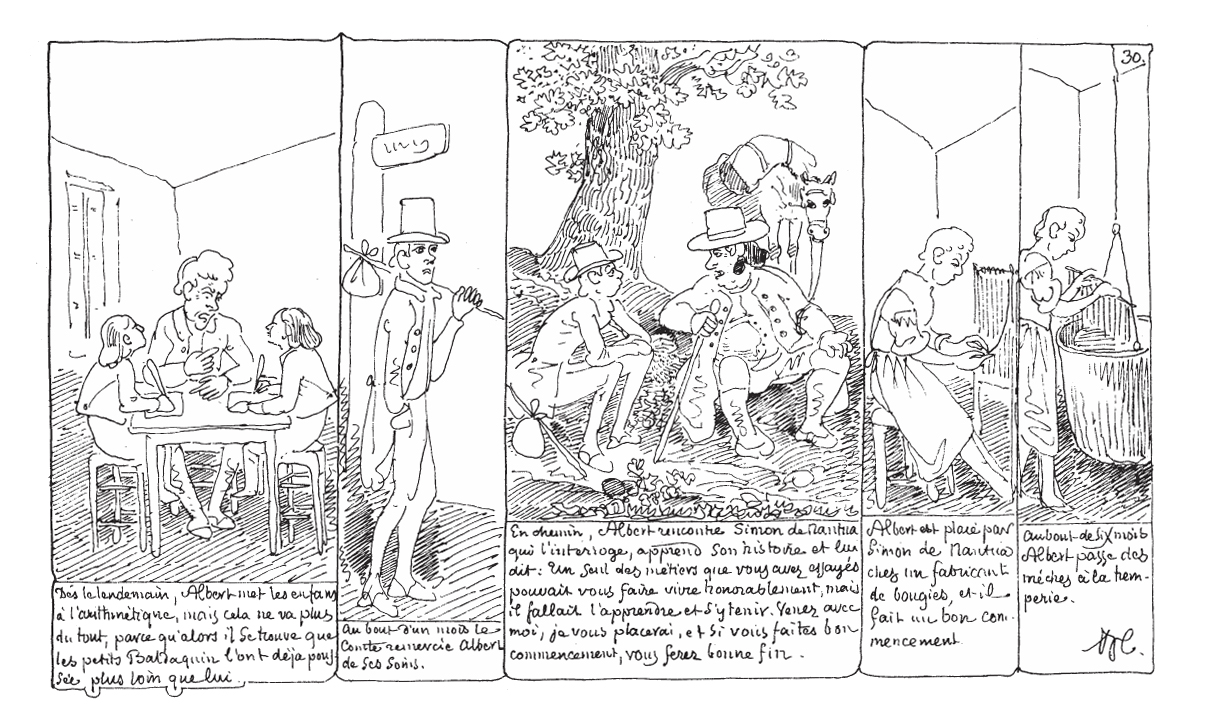
Simon de Nantua (Rodolphe Töpffer) rencontre Albert (James Fazy).

Töpffer a des opinions très conservatrices, à la différence de son père qui défend des idées libérales. En 1834, Rodolphe Töpffer est membre conservateur du parlement du canton de Genève, responsabilité qu’il quitte en 1841 à la suite d'un premier succès des libéraux. Ensuite, en 1842, il devient polémiste dans le Courrier de Genève « Je voudrais avoir dix bras, dix plumes, dix journaux, et surtout deux bons yeux, pour faire une guerre que j’estime être au fond celle de l’honnêteté contre le vice car, s’il ne s’agissait ici que d’intérêt, de ce qu’on appelle vulgairement politique, je n’aurais pas, j’en suis sûr, d’idées de quoi écrire une ligne » écrit-il à De la Rive le 20 septembre 1842. Le Courrier de Genève est suspendu le 22 mars 1843.
Il continue à lutter avec ses amis de l'Académie contre la bourgeoisie libérale, dont fait partie son père, et le Volkstribun James Fazy qui tentent de supprimer définitivement le vieux système de patricien du canton de Genève.
C'est sous le nom de Simon de Nantua que Töpffer continue sa lutte en « littérature en estampes » en dessinant Histoire d'Albert dans laquelle il caricature son adversaire politique James Fazy sous les traits d'Albert. C'est aussi la première fois qu'une bande dessinée est utilisée en politique.
Cette lutte se termine par la victoire des libéraux lors de la révolution de 1846, année de la mort de Töpffer.

## Inventeur de la bande dessinée

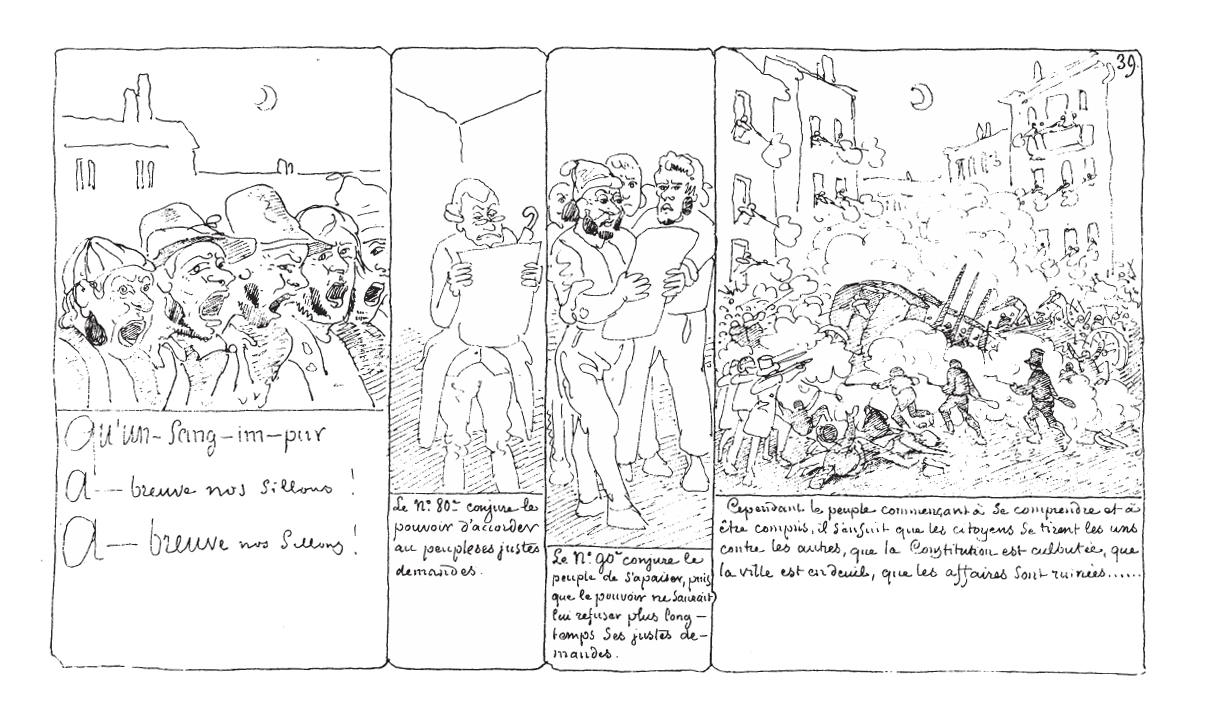
Une planche dHistoire d'Albert d'apparence très moderne.

La notion d'« inventeur de la bande dessinée » est controversée, un art n'étant pas un procédé technique. Cependant, le caractère inédit des histoires en images que Töpffer commence à créer en 1827, cette nouvelle manière d'articuler texte et images montées en séquences, et surtout la perception par l'auteur qu'il faisait quelque chose de nouveau, le pressentiment qu'il avait que d'autres personnes utiliseraient ce mode d'expression inédit le font généralement considérer comme le premier auteur de bande dessinée occidental.
Bien que Töpffer soit très influencé dans sa mise en scène par le théâtre (les personnages sont généralement représentés de plain-pied, comme face à un public), et par le roman dans ses textes (qui articulent les vignettes), ses histoires ne sont pas de simples romans illustrés car « les composants de la narration verbo-iconique sont indissociables » : sans le dessin, le texte n'aurait pas de sens, mais le texte facilite la compréhension de l'histoire. Loin d'être une simple juxtaposition de textes et d'images, elles sont donc intéressantes de par leur caractère mixte (narration-illustration), ce qui suffit à les caractériser comme bandes dessinées, bien que la narration soit encore fortement assujettie au texte.
La bande dessinée est souvent vue comme un art à la croisée de l’écriture littéraire et de l’écriture graphique. C’est la vision de l’inventeur de la bande dessinée que décrit Töpffer dans la préface de L'Histoire de Monsieur Jabot : « Ce petit livre est d’une nature mixte. Il se compose de dessins autographiés au trait. Chacun des dessins est accompagné d'une ou deux lignes de texte. Les dessins, sans le texte, n’auraient qu’une signification obscure ; le texte, sans les dessins, ne signifierait rien. Le tout ensemble forme une sorte de roman d’autant plus original qu’il ne ressemble pas mieux à un roman qu’à autre chose. »
En avril 2021, le jury des prix Eisner, la principale récompense américaine de bande dessinée, fait entrer Töpffer à titre posthume dans son temple de la renommée.

### Satiriste

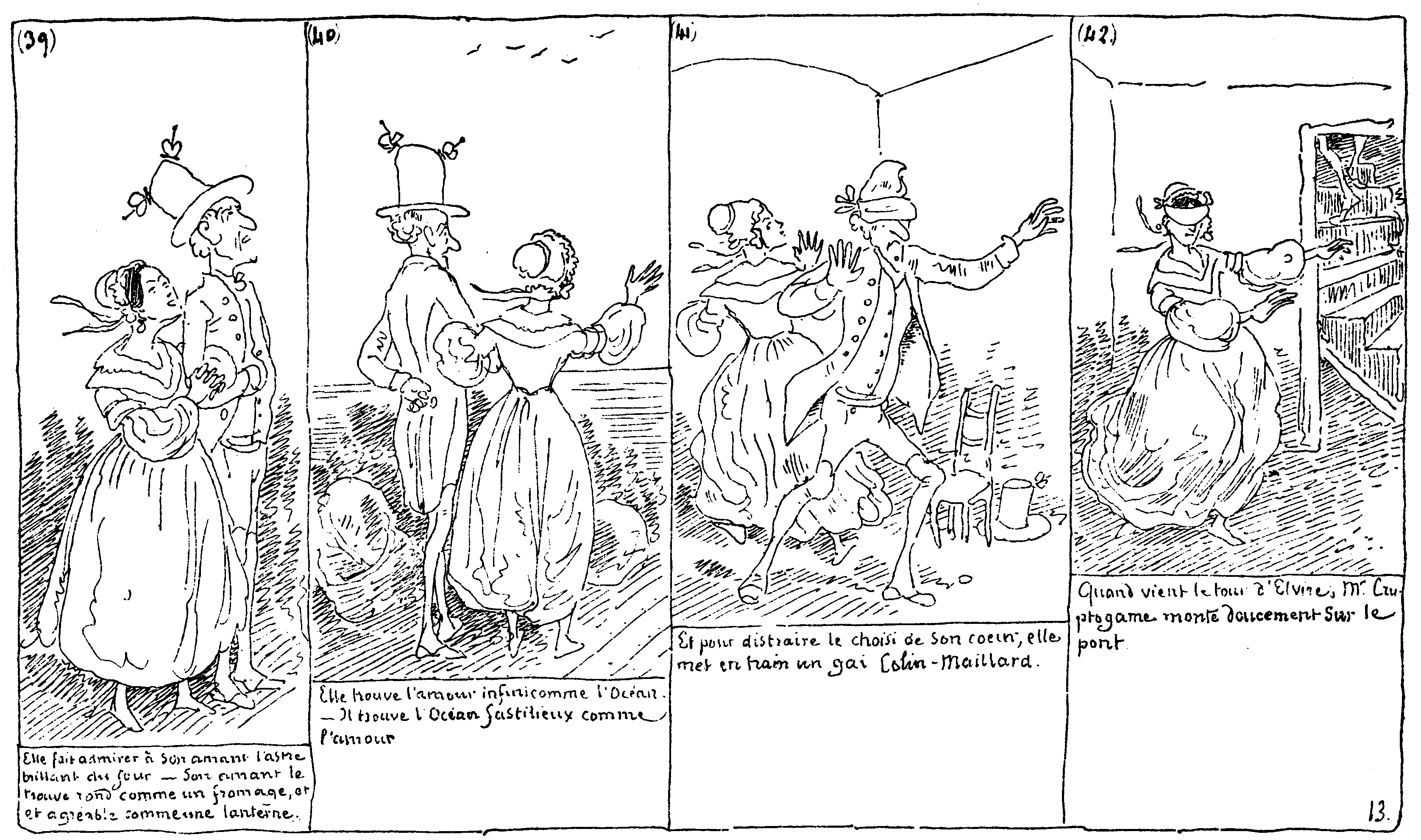
Histoire de Monsieur Cryptogame.

Dans l'article qu'il consacre en 1990 à Töpffer, Thierry Groensteen évoque à propos des huit héros de ses histoires une « typologie du ridicule ». Dans la tradition des grands satiristes (de Juvénal à Boileau), Töpffer prend plaisir à observer les hommes pour mieux faire ressortir leurs défauts. « De tout temps [mon père et moi] avons fréquenté les places publiques, les carrefours ; (…) c'est le penchant de tous ceux qui, aimant à observer leurs semblables, se plaisent à les rencontrer nombreux, en rapport les uns avec les autres, et livrant à un observateur qu'ils ne remarquent point, dont ils ne se défient pas, le secret de leurs motifs, de leurs sentiments ou de leurs passions. »
« Histoire de monsieur Jabot » (1833, dessinée en 1831), inspirée par Le Bourgeois gentilhomme, met en scène « une sorte de bouffon sot et vaniteux qui, pour s'introduire dans le beau monde, en singe maladroitement les manières ». Dans « Histoire de monsieur Crépin » (1837, dessinée en 1827), Töpffer se moque de la pédagogie à système, faisant défiler des précepteurs inefficaces dont les méthodes sont toujours basées sur un principe unique. La succession des maîtres se double d'une progression vers l'absurde, le dernier pédagogue présentant un système d'éducation basé sur le nombre de bosses présentes sur le crâne des enfants. Les Amours de monsieur Vieux Bois (1837, dessinée vers 1827) est une variation sur le thème de l'amoureux éconduit ; Monsieur Pencil (1840) sur l'aveuglement des artistes, savants et hommes politiques imbus d'eux-mêmes.

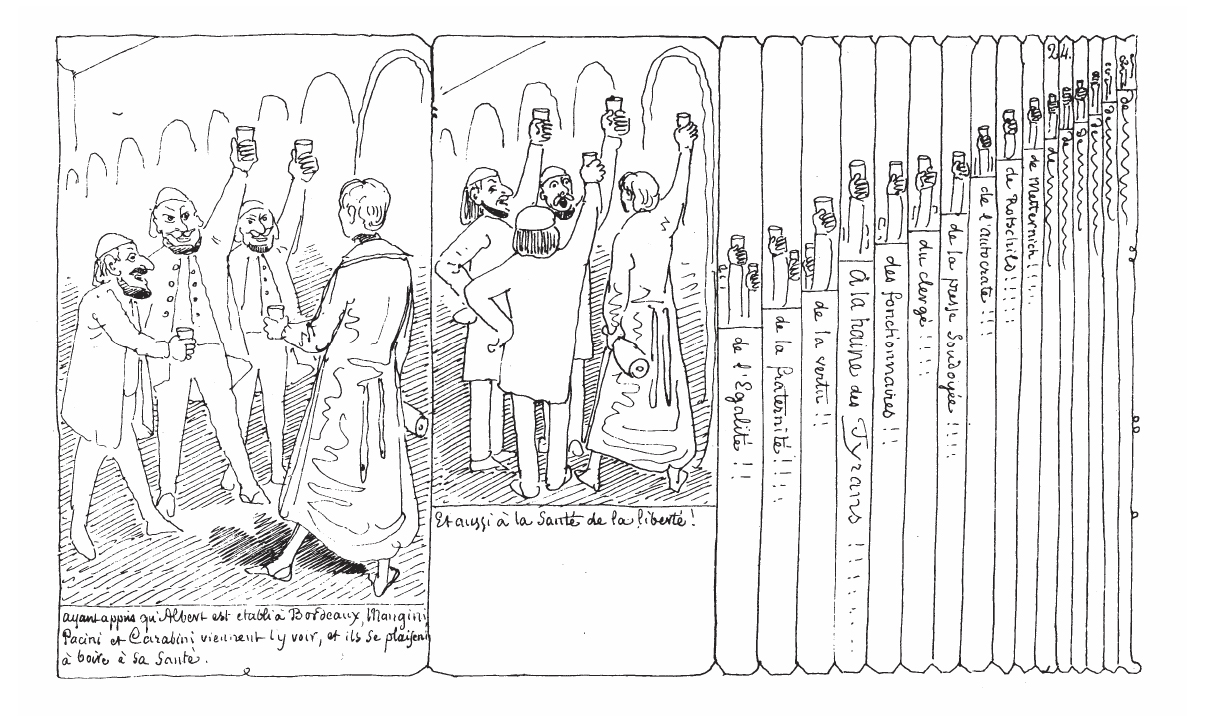
Planche 24 de lHistoire d'Albert.

« Histoire d'Albert » (1845, dessinée en 1844), directement dirigée contre James Fazy, fondateur du Parti Radical, est la seule histoire de Töpffer faisant référence au contexte politique de l'époque ; Albert est un dilettante s'enrichissant en fondant un journal qui met Genève à feu et à sang. Töpffer a publié cette histoire autographique sous le nom de Simon de Nantua. Les clefs d'interprétation sont transparentes : Simon, l'exact contraire d'Albert, croise celui-ci à la planche 30 où il tente de le remettre dans le droit chemin.
Ses deux autres bandes dessinées publiées de son vivant, moins satiriques, présentent toujours des personnages ridicules : Docteur Festus (1840, dessinée en 1829) présente le voyage à dos de mulet accompli par un professeur à des fins d'instruction, prétexte à une succession d'aventures rocambolesques, tandis qu’Histoire de monsieur Cryptogame (1846, dessinée en 1830) lui permet de mettre de nouveau en scène des amours contrariées. Monsieur Trictrac (publiée en 1937 mais réalisée en 1830) est une charge contre le corps médical, qui reconnaît Trictrac particulièrement changé dans les diverses personnes qui ont pris sa place alors qu'il est parti à la recherche des sources du Nil.
Ses cibles favorites, les forces de l'ordre et les savants étaient déjà très prisées des caricaturistes : l'utilisation de l'archétype permet à Töpffer de créer des histoires peu vraisemblables, et d'autant plus plaisantes. Son comique, basé sur l'accumulation, la gradation vers l'absurde, liées à un rythme narratif très élevé, et surtout l'erreur d'interprétation des signes, se rattache à la comédie classique. Si les moyens sont classiques, ils sont cependant rénovés par leur application à un nouvel art : le mélange de la séquentialité à un dessin très caricatural et lâche permet d'augmenter une impression d'incohérence. Les audaces de mise en page, témoignant de la grande aisance de Töpffer avec un art qu'il vient pourtant de créer, permettent à l'auteur de créer un humour propre à la bande dessinée, comme en témoigne la 24e planche d’Albert.

### Succès, plagiat, influence

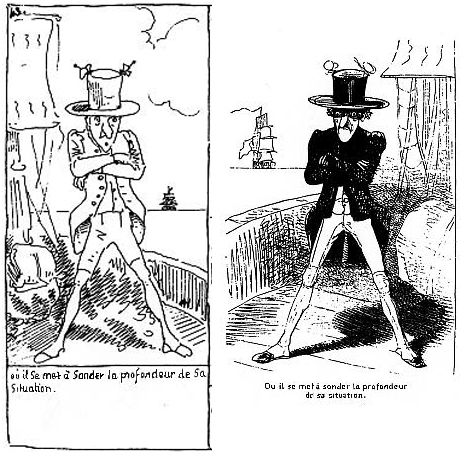
Monsieur Cryptogame autographié par Töpffer (à gauche) et xylographié par Cham (à droite).

Dès les premières versions manuscrites de ses bandes dessinées, pourtant encore hésitantes, celles-ci rencontrent un grand succès : Goethe déclare : « C'est vraiment trop drôle ! C'est étincelant de verve et d'esprit ! Quelques-unes de ces pages sont incomparables. S'il choisissait, à l'avenir, un sujet un peu moins frivole et devenait encore plus concis, il ferait des choses qui dépasseraient l'imagination ».
Ses manuscrits redessinés avec soin pour être édités en albums, tirés à 500 exemplaires à partir de 1833 par les éditions suisses Cherbuliez, sont régulièrement réédités du vivant de Töpffer, et très vite, sont contrefaits : les éditions parisiennes Aubert, de Charles Philipon propriétaire de Charivari, publient des Jabot, Crépin et Vieux Bois maladroitement redessinés dès 1839. Cham, ayant Aubert comme éditeur, fait paraître la même année ses premières bandes dessinées, Histoire de Mr Lajaunisse et Histoire de Mr Lamélasse, directement inspirées de Töpffer. C'est ce même Cham, qui à la demande du cousin de Töpffer, Jacques-Julien Dubochet, et éditeur de L'Illustration, le premier magazine français d'actualité totalement illustré, grave les bois pour la prépublication du 25 janvier au 19 avril 1845 de l’Histoire de monsieur Cryptogame. Il faut attendre 1860 pour que paraissent en France des éditions correctes, scrupuleusement redessinées par François Töpffer, son fils, chez Garnier Frères, qui ont une influence déterminante sur les grands auteurs de la fin du XIXe siècle, comme Christophe. En Allemagne, une édition bilingue comprenant six titres est publiée en 1846, élogieusement préfacée par Friedrich Theodor Vischer, revitalisant l'histoire illustrée allemande, incarnée alors par (Struwwelpeter d'Heinrich Hoffmann, 1845), et donnant l'idée de faire de la bande dessinée à des auteurs locaux comme Adolph Schrödter qui dessine en 1849 Herr Piepmeyer sur le scénario d'un député, Johann Detmold, directement inspiré de l’Histoire d'Albert. C'est Schrödter qui inspire à son tour Wilhelm Busch pour Max und Moritz.
À la fin de sa vie, Töpffer est très réputé et connu dans toute l'Europe : Monsieur Cryptogame est publié en 1846 en Grande-Bretagne, en Norvège, en Suède, en France, au Danemark et en Allemagne. Töpffer est traduit aux États-Unis, dès 1842, dans un supplément de Brother Jonathan où Monsieur Vieux Bois s'appelle Obadiah Oldbuck. Selon l'historien Robert Beerbohm (en) qui en 2000 tombe sur un exemplaire de ce Obadiah Oldbuck, c'est la première bande dessinée éditée aux États-Unis. Cette édition est une édition pirate car elle paraît sans que Töpffer en ait connaissance. Il en va de même pour les autres œuvres de Töpffer qui sont toutes publiées ainsi. Au début du XXe siècle, Töpffer reste assez connu, comme en témoigne l'adaptation des Amours de M. Vieux Bois en dessin animé en 1920. Cependant, il est par la suite relativement oublié, la bande dessinée prenant une direction plus rigide, plus académique (comme chez Christophe, qui se réclame cependant ouvertement de l'influence de Töppfer, ou chez Joseph Pinchon), et n'est redécouvert que dans les années 1970.

## Premier théoricien d'un art nouveau

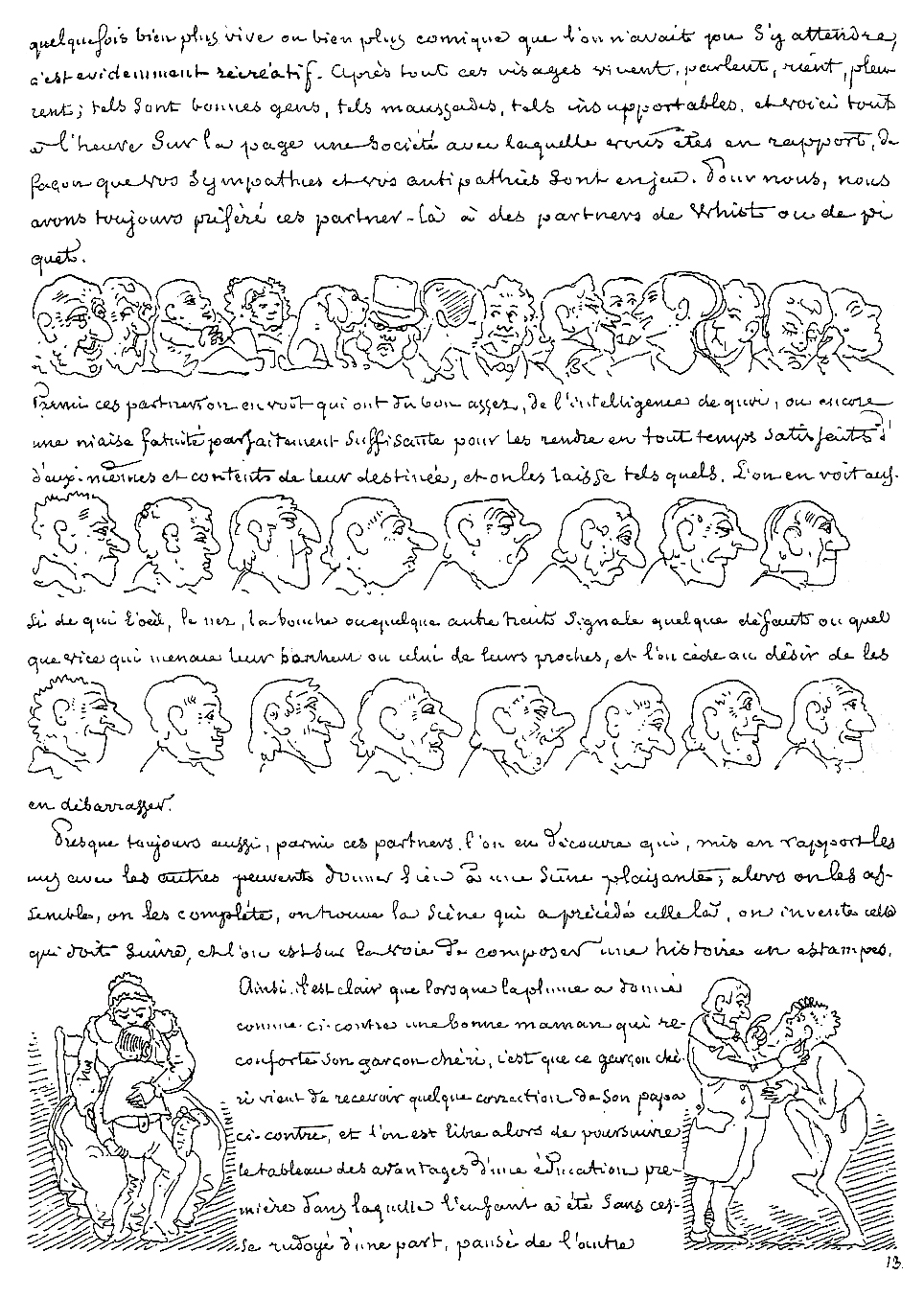
Essai de Physiognomonie.

Critique littéraire, érudit, Töpffer a immédiatement conscience d'inventer un art nouveau. Il écrit en 1833 dans la préface de l'Histoire de monsieur Jabot : « Ce petit livre est d'une nature mixte. Il se compose d'une série de dessins autographiés au trait. Chacun de ces dessins est accompagné d'une ou deux lignes de texte. Les dessins, sans ce texte, n'auraient qu'une signification obscure ; le texte, sans les dessins, ne signifierait rien. Le tout ensemble forme une sorte de roman d'autant plus original, qu'il ne ressemble pas mieux à un roman qu'à autre chose ».
Töpffer, à la suite du lancement d'un concours (le programme), va dès janvier et en avril 1836, livrer sur 48 pages, ses réflexions sur l'imagerie populaire pour souligner son rôle éducatif. La précocité de ses vues est particulièrement étonnante ainsi que la pertinence de ses analyses. Elles précèdent de plus de trente ans l'Histoire de l'imagerie populaire de Champfleury.
En 1842, il fait paraître une notice sur la technique de l'autographie. Ce petit volume in-8° format à l'italienne comporte 24 planches de dessins autographiés, moitié paysages moitié visages annonçant son essai de physiognomonie, pour démontrer les réelles qualités artistiques de cette technique de reproduction.
Considéré comme le premier théoricien de la bande dessinée, il publie en 1845 Essai de Physiognomonie, premier ouvrage théorique sur ce qui ne s'appelle alors pas encore la bande dessinée. La théorie töpfférienne se base principalement sur l'indissociabilité du texte et du dessin (la bande dessinée est un genre mixte et non composite) ; la facilité d'accès de la bande dessinée par rapport à la littérature, grâce à la concision et à sa clarté ; la conscience du développement futur de la bande dessinée ; la centralité du personnage dans le récit ; la nécessité d'un dessin au trait autographié spontané, par opposition au relief (la gravure) et à la couleur (la peinture), afin de tendre au plus grand dynamisme narratif possible, d'où l'importance de la physiognomonie, et la nécessité de savoir construire des visages expressifs. Dans son Essai de physiognomonie, il prend l'exact contrepied de Johann Kaspar Lavater pour qui « la physiognomonie ou l'art de connaître les hommes » est « la science, la connaissance du rapport qui lie l'extérieur à l'intérieur, la surface visible à ce qu'elle couvre d'invisible ». Töpffer cherche dans la physiognomonie le moyen de dessiner des personnages typés exprimant clairement leur personnalité. Pour qu'une histoire en image « parle directement aux yeux », l'essentiel des évolutions narratives doit pouvoir se lire sur les faciès, indique Groensteen.

## Œuvres

### Littérature

#### Théâtre
- L'Artiste. Comédie en un acte et en prose (1828 ou 1829)
- Monsieur Briolet ou le dernier voyage d'un bourgeois (1839).
- Les Grimpions (1829).
- Les aventures de M. Coquemolle. Folie, en 3 actes et en prose (1829).
- Les Deux Amis. Comédie en deux actes et en prose (1830).
- Les Quiproquos. Folie en un acte (1832).
- Monsieur du Sourniquet. Comédie en 1 acte et en prose.
- Didon. Drame larmoyant imité de Virgile.

#### Nouvelles, romans épistolaires et essais critiques
- Harangues politiques de Démosthène (1824), édition scolaire de textes en grec ancien (BNF 31480204).
- Réflexions et menus propos d'un peintre genevois (1830), 1er opuscule de douze.
- Le Presbytère (1832, rééd. 1839), roman épistolaire.
- La Peur (1833), nouvelle.
- L'Homme qui s'ennuie (1833), nouvelle.
- L'Héritage (1834).
- Élisa et Widmer (1834).
- Du progrès dans ses rapports avec le petit bourgeois (1835), éd. Le temps qu'il fait, 1983, 2001.
- La Traversée (1837).
- Les amours de Mr Vieux-Bois (1837).
- Histoire de M. Jabot (1833).
- Histoire de M. Crépin (1837).
- Histoire d'Albert (1845).
- Histoire de Jules (1838), comprenant Les Deux Prisonniers (1837), La Bibliothèque de mon oncle (1832) et Henriette (1837).
- Nouvelles et Mélanges (1840).
- Docteur Festus (1840), réécriture sous forme de roman de la littérature en estampes.
- Monsieur Pencil (1840), réécriture sous forme de roman de la littérature en estampes.
- Nouvelles genevoises (préf. Xavier de Maistre), Jacques-Julien Dubochet, 1841, 439 p. (lire en ligne)
- Essai de physiognomonie (1845)
- Rosa et Gertrude (1847), roman posthume.
- Réflexions et menus propos d'un peintre genevois, éditions Jacques-Julien Dubochet, Paris (1848), édition regroupant les douze fascicules.
- Essai sur le beau dans les arts, éditions Jacques-Julien Dubochet, Paris (1848).

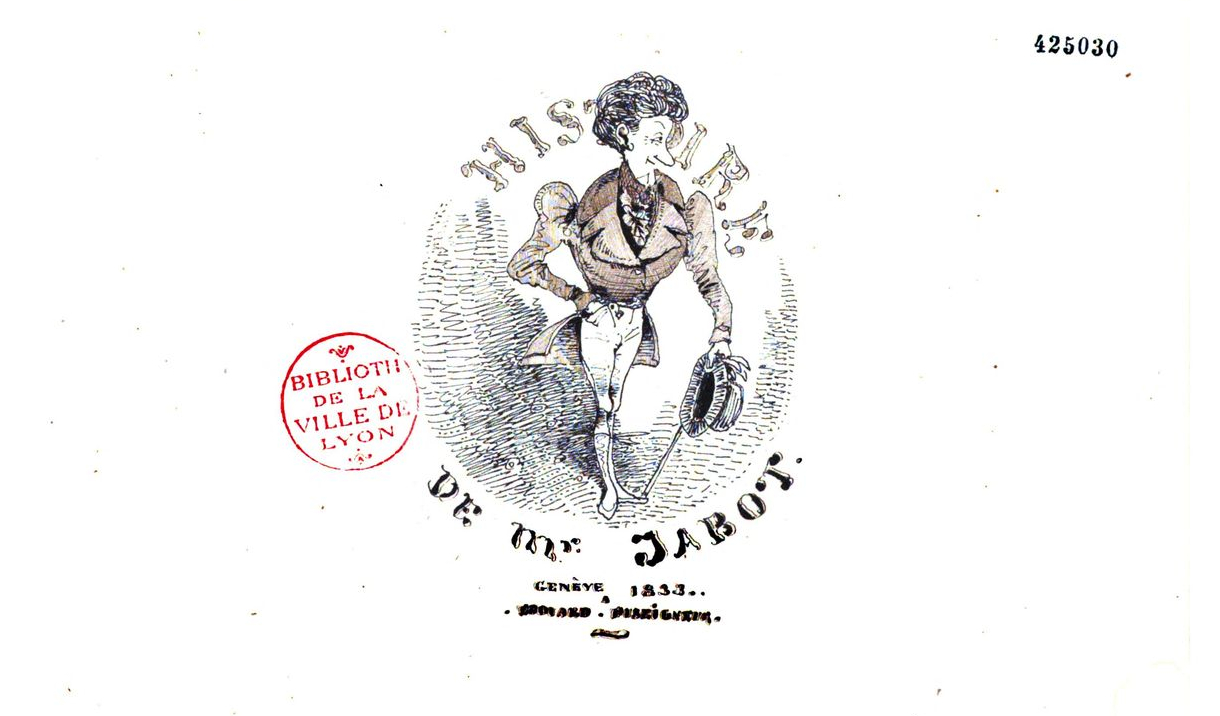
Page de titre de l'ouvrage de Rodolphe Töpffer Histoire de M. Jabot[37] (1833).
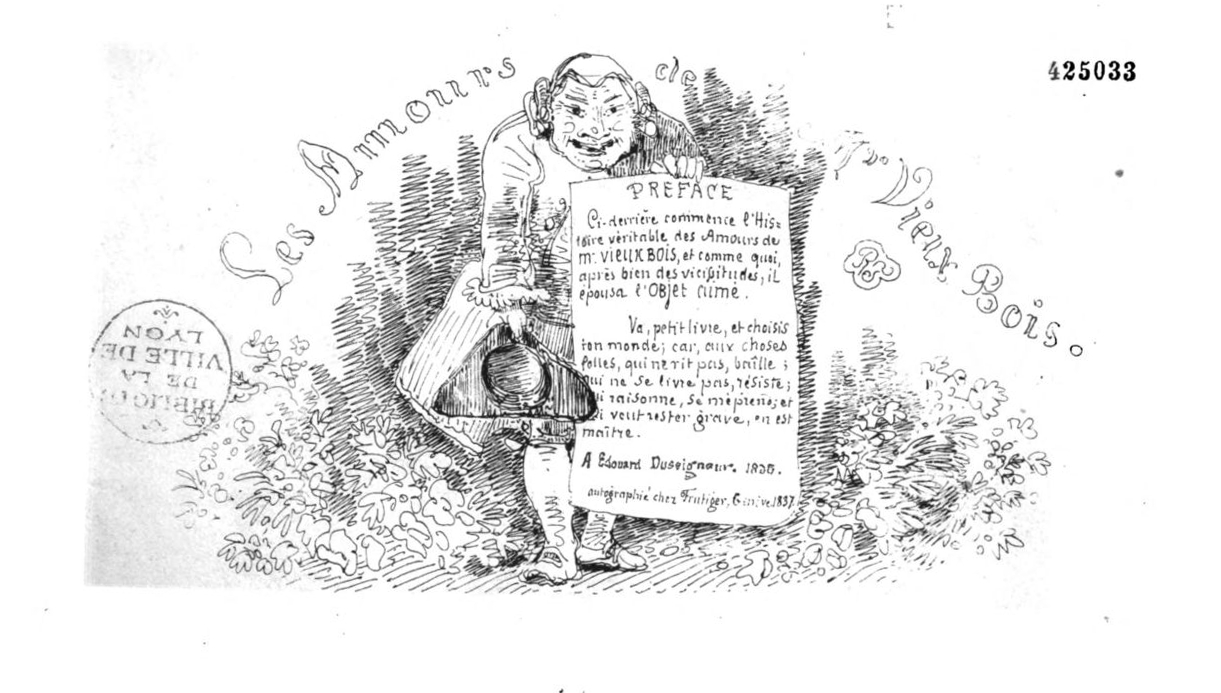
Page de titre de l'ouvrage de Rodolphe Töpffer Les amours de Mr Vieux-Bois[38] (1837).
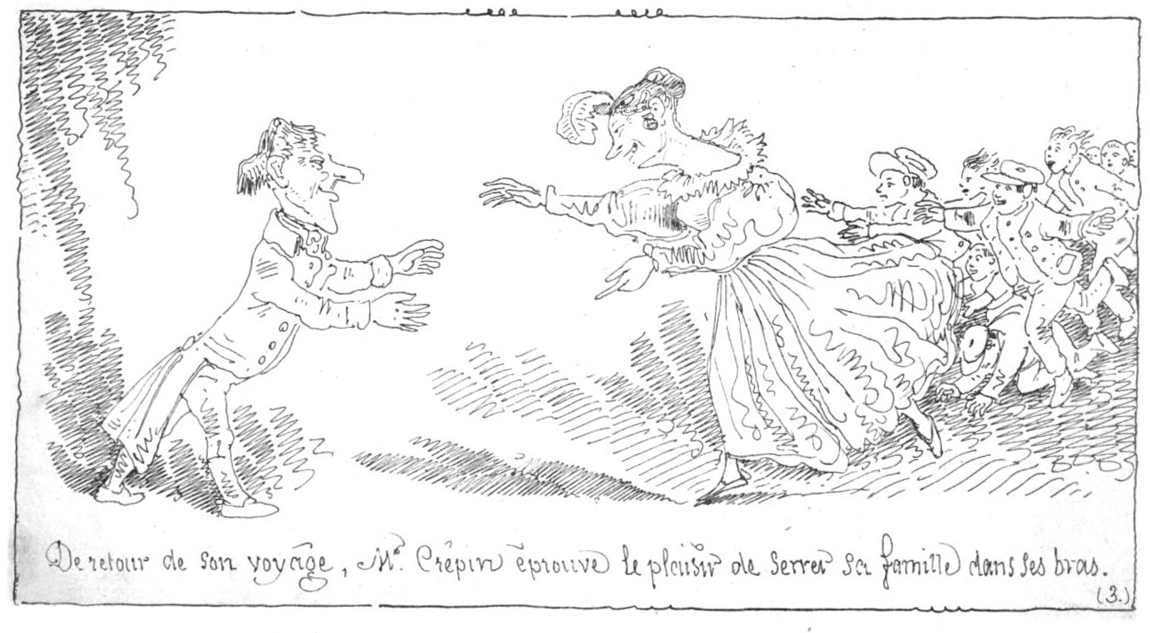
Première page de l'ouvrage de Rodolphe Töpffer Histoire de M. Crépin[39] (1837).
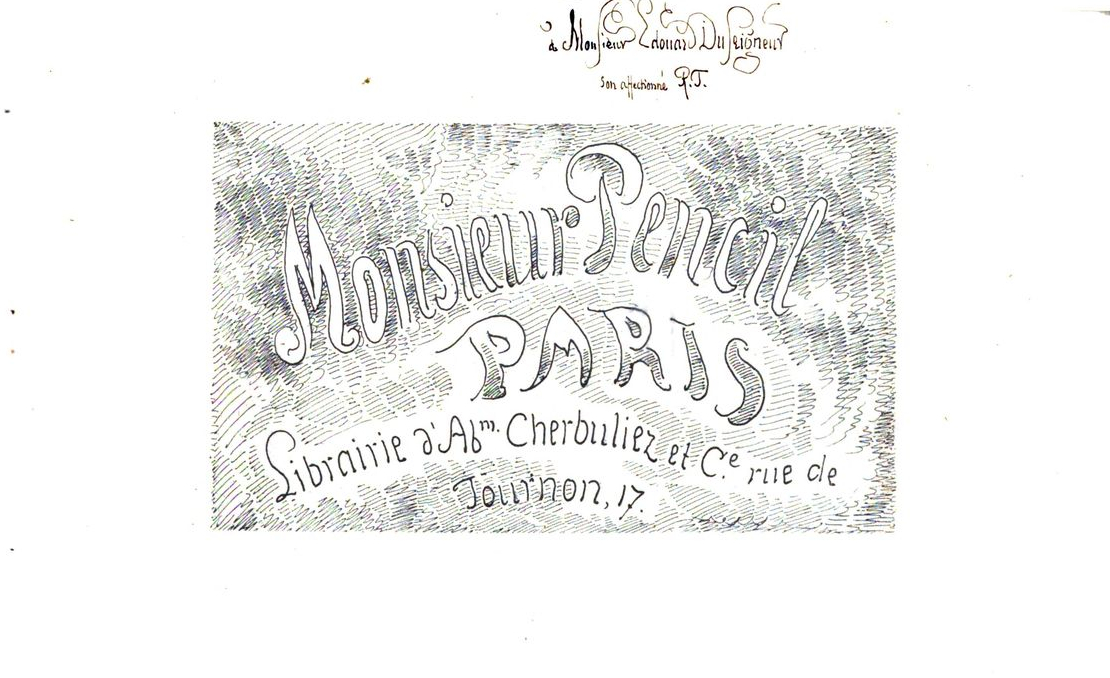
Page de titre de l'ouvrage de Rodolphe Töpffer Monsieur Pencil[40] (1840).
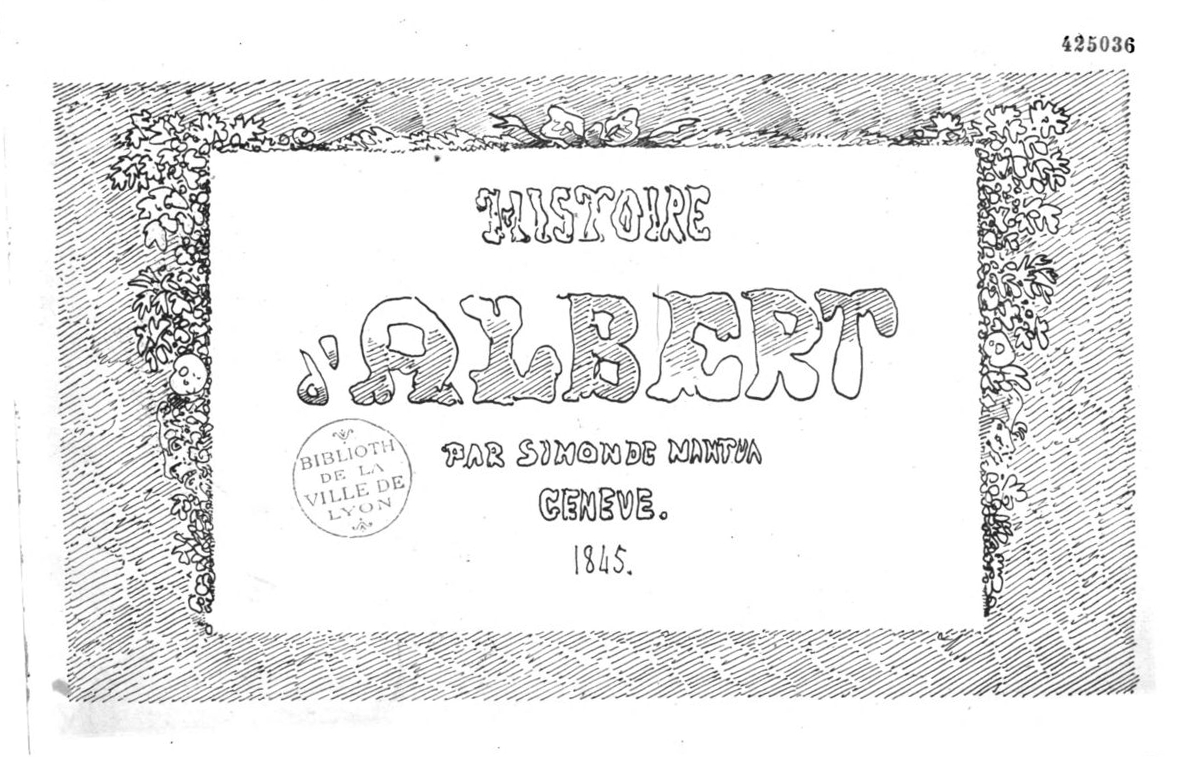
Page de titre de l'ouvrage de Rodolphe Töpffer Histoire d'Albert[41] (1845).
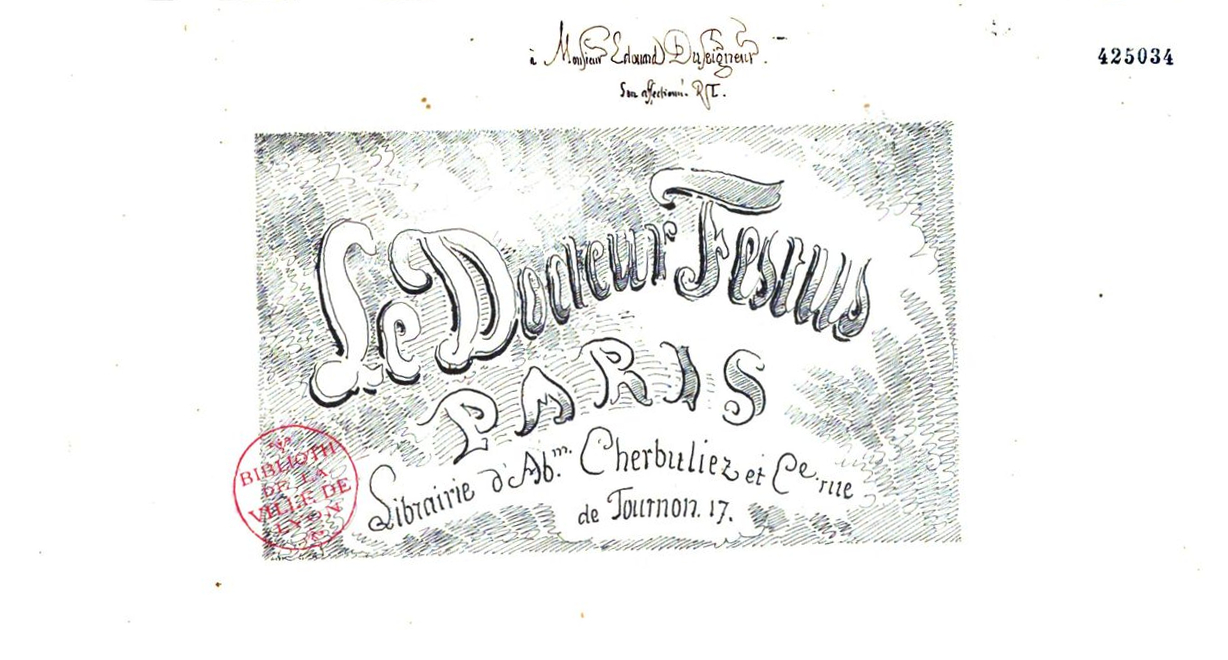
Page de titre de l'ouvrage de Rodolphe Töpffer Le docteur Festus[42] (1849).

#### Récits de voyage
Tous les récits sont illustrés par l'auteur.
- Voyage pittoresque au Grimsel (automne 1825).
- Voyage dans les Alpes pour les progrès des Beaux-Arts, des Sciences et de l’Industrie à Chamonix (juin 1826).
- Voyage aquatico-historico-romantico-comico-comique dans le Nord Est jusqu’au Righi (automne 1826).
- Voyage autour du lac de Genève (juin 1827).
- Voyage pittoresque, hyperbolique et hyperboréen (automne 1827).
- Voyage à Chamonix avec accompagnement d’orgue et passage en velu (juin 1828).
- Voyage en Italie à la poursuite d’un passeport jusqu’à Milan (automne 1828).
- Pèlerinage à la Grande Chartreuse (juin 1829).
- Voyage entre deux eaux jusqu’au Righi (automne 1829).
- Voyage à Chamonix sous les hospices de St-Médard (juin 1830).
- Voyage à Turin (automne 1830).
- Voyage à Lugano (juin 1831).
- Excursion dans les Alpes (automne 1832), le premier voyage lithographié.
- Voyage à la Grande Chartreuse (juin 1833).
- Voyage à Milan (automne 1833).
- Voyage à Gênes (automne 1834).
- Voyage à Chamonix (juin 1835).
- Excursion dans l'Oberland bernois (automne 1835).
- Voyage en zigzag par monts et par vaux, ou excursions d'un pensionnat en vacances dans les cantons suisses et sur le versant italien des Alpes jusqu’à Einsiedeln (été 1836).
- Le col d'Anterne (1836), dans Nouvelles genevoises.
- Le lac de Gers (1837), dans Nouvelles genevoises.
- La vallée du Trient (1837), dans Nouvelles genevoises.
- Voyage aux Alpes et en Italie jusqu’à Milan (été 1837).
- Second voyage en zig-zag jusqu’à Coire (été 1838).
- Le Grand Saint-Bernard (1839), dans Nouvelles genevoises.
- Voyage de 1839 : Milan, Côme, Splugen (été 1839).
- Voyage de 1840 jusqu’au Righi (été 1840).
- Tour du lac (avril 1841).
- Voyage à Venise (été 1841).
- Voyage autour du Mont Blanc jusqu’à Zermatt (été 1842), c'est son dernier voyage avec ses élèves.
- Derniers voyages en zigzag I, Lausanne, Éditions Plaisir de Lire.
- Derniers voyages en zigzag II, Lausanne, Éditions Plaisir de Lire.

### Bandes dessinées
Le recensement des « littératures en estampes » est l'œuvre de Thierry Groensteen.
- Rodolphe Töpffer, Essai de physiognomonie, Genève, Autographié chez Schmidt, 1845, 35 p. (OCLC 463992335, BNF 36584948), étude théorique sur la bande dessinée, qu'il appelle alors « littérature en estampes ».

#### Bandes dessinées publiées
| Publication | Titre                             | Création     |
| ----------- | --------------------------------- | ------------ |
| (1833) 1835 | Histoire de monsieur Jabot        | 1831         |
| 1837        | Les Amours de monsieur Vieux Bois | 1827         |
| 1837        | Histoire de monsieur Crépin       | 1837 environ |
| 1840        | Docteur Festus                    | 1829         |
| 1840        | Monsieur Pencil                   | 1831         |
| 1845        | Histoire d'Albert                 | 1844         |
| 1846        | Histoire de monsieur Cryptogame   | 1830         |
| 1937        | Monsieur Trictrac                 | 1830         |

- Les Histoires en images, préfacées par François Caradec ont été éditées en un volume par Pierre Horay en 1975.
- L'édition actuelle la plus accessible est celle en trois volumes réalisée en 1996 par les éditions du Seuil.

#### Bandes dessinées inachevées
- Histoire de monsieur Fluet et de ses quinze filles (dessinée avant 1837), 4 planches, 24 dessins.
- Histoire de monsieur Vertpré et de mademoiselle d'Espagnac (dessinée entre 1830 et 1840), 4 planches, 26 dessins.
- Histoire de monsieur de Boissec, 5 planches.
- Monsieur Calicot, 11 dessins.

## Archives
- Fonds : Papiers et collection de manuscrits et d'autographes isolés de Rodolphe Töpffer (1793-1911) [14 mètres linéaires, manuscrits d’œuvres publiées, dessins, papiers personnels, documents d'enseignement, correspondance personnelle et familiale].  Cote : CH-000007-9 CH BGE Ms. suppl. 1142-1260; Ms. suppl. 1638-1652; Ms. suppl. 147 et 441; Ms. fr. 310-313; Ms. fr. 9000, cotes diverses; Coll. Suz.. Genève : Bibliothèque de Genève (présentation en ligne).

Certains documents sont numérisés et consultables en ligne dans la base de données des manuscrits et archives privées de la Bibliothèque de Genève.

#### Ouvrages
- Collectif, Töpffer, Genève, Skira, 1996  (ISBN 2605003116).
- Marjorie Alessandrini (dir.), Encyclopédie des bandes dessinées, Paris, Albin Michel, 1979. Réédition augmentée 1986.
- Paul Chaponnière, Notre Töpffer, Lausanne, Payot, 1930.
- Jean-Pierre Chuard, Des journaux et des hommes, Cabédita, coll. « Archives vivantes », 1993.
- Pierre Girard, Un Printemps avec Monsieur Töpffer, éditions Pierre Cailler, Genève, 1947.
- Thierry Groensteen et Benoît Peeters (textes réunis et présentés par), Töpfer, l'invention de la bande dessinée, Paris, Hermann, coll. « Savoir. Sur l'art », 1994, 245 p. (ISBN 2-7056-6214-6).
- Philippe Kaenel, Le métier d'illustrateur, 1830-1880 : Rodolphe Töpffer, J.-J. Grandville, Gustave Doré, Genève, Droz, coll. « Titre courant » (no 31), 2005, 2e éd., 638 p. (ISBN 2-600-00531-5, présentation en ligne), [présentation en ligne], [présentation en ligne].
- (en) David Kunzle, Father of the Comics Strip: Rodolphe Töpffer, Jackson, University Press of Mississippi, 2007.
- Pierre M. Relave (L'abbé Relave), La vie et les œuvres de Töpffer d'après des documents inédits, suivies de fragments de littérature et de critique inédits ou inconnus, Hachette, Paris 1886.
- Rodolphe Töpffer, Histoire de Monsieur Jabot, Genève, 1837.
- « La bande dessinée au siècle de Rodolphe Töpffer : catalogue commenté des albums et feuilletons publiés à Paris et à Genève, de 1835 à 1905 par Camille Filliot : Thèse de doctorat en Lettres modernes », sur theses.fr, Toulouse2, 2011.

#### Articles
- Thierry Groensteen, « Au commencement était Töpffer », Le Collectionneur de bandes dessinées, no 64,‎ printemps 1990, p. 10-21.
- David Kunzle, « Histoire de monsieur Cryptogame (1845) : une bande dessinée de Rodolphe Töpffer pour le grand public », dans Genava tome XXXII, 1984, p. 139-169.
- Alain Rey, Les spectres de la bande, Éditions de Minuit, Paris, 1978, p. 19-24.
- Arnaud Tripet, préface à Rodophe Töpffer, Nouvelles, Lausanne, L'Âge d'Homme, 1986.
- (en) Sergio C. Figueiredo, « The Rhetorical Invention of Comics: A Selection of Rodolphe Töpffer's Late Reflections on Composing Image-Text Narratives », Imagetext, Interdisciplinary Comics Studies, English Department at the University of Florida, vol. 8, no 4,‎ 2016 (ISSN 1549-6732, lire en ligne).
- La rédaction et Thierry Groensteen (int.), « Rodolphe Töpffer a eu un jour cette idée folle d'inventer la BD », Tribune de Genève,‎ 22 mars 2014.
- Corinne François Denève, « Étrangers en bande : voyage dans la Suisse de Rodolphe Töpfer », Théâtres du monde, Cahier hors série n° 5, La Comédie et l'étranger (dir. Jean-Claude Ternaux), Avignon Université, 2020, pp. 169-190.  (ISSN 1162-7638)